# Hemiptelea
Hemiptelea es un género botánico con una especies de plantas de flores perteneciente a la familia Ulmaceae.

## Especies seleccionadas
- Hemiptelea davidii